# Siltjärnarna (Åsarne socken, Jämtland, 697091-138985)
Siltjärnarna är en sjö i Bergs kommun i Jämtland och ingår i Ljungans huvudavrinningsområde.